# Unió de Pagesos
La Unió de Pagesos (en castellano Unión de Agricultores; coloquialmente llamada Unión de Payeses) es el sindicato mayoritario de los agricultores de Cataluña que representa los intereses de las pequeñas explotaciones familiares agrícolas y ganaderas.

## Historia
Fue fundado en la clandestinidad el 3 de noviembre de 1974 en Pontons (Alto Panadés) y se definió como "unitario, democrático e independiente", heredero de la Unió de Rabassaires. Se eligió como órgano de expresión La Terra, la misma cabecera que, en tiempos de la Unió de Rabassaires, había dirigido Lluís Companys. En 1977 fue legalizado como organización profesional agraria.
El principal impulso vino de los agricultores de izquierdas, comunistas y algunos socialistas que ya habían participado en las llamadas Comissions Camperoles (Comisiones Campesinas), organizadas por el PSUC a imitación de Comisiones Obreras. Su líder más destacado fue José Vidal Riembau de El Vendrell. Desde 1976 el principal dirigente fue Pep Riera, de Mataró, coordinador general durante veinte años. En 2006 el coordinador nacional es Joan Caball.
La Unió de Pagesos es la principal organización de agricultores y ganaderos de Cataluña tanto por el nivel de afiliación (cerca de 10 000 afiliados) como de movilización social y de representatividad en las elecciones a las cámaras agrarias ya que, desde las primeras elecciones realizadas en 1994 ha obtenido, con pequeñas variantes, unos resultados cercanos siempre al 70 % de los votos.
Unió de Pagesos está presente en todas las comarcas de Cataluña y se define, según sus estatutos, como un sindicato profesional, nacional catalán, democrático, unitario, independiente y progresista. Sus objetivos generales son los siguientes:
- Defender los intereses de sus afiliados y de todo el campesinado en general.
- Promover el cambio de estructuras sociales en el campo para que este quede en manos de los agricultores y que la explotación familiar sea el eje básico.
- Defender una política agraria que haga posible, a partir de los cambios estructurales necesarios, el mantenimiento de las rentas de los agricultores de todas las comarcas de Cataluña.
- Defender una política de rentas global.
- Proporcionar todos los servicios relacionados con la actividad profesional agraria y del mundo rural, ya sea a nivel individual o colectivo.
- Representar a sus miembros ante los organismos privados u oficiales con los que tenga relación.
- Fomentar actividades culturales y sociales ligadas directamente con el campesinado y el mundo rural y situarlos en la dinámica de avances sociales y económicos del resto de la sociedad.

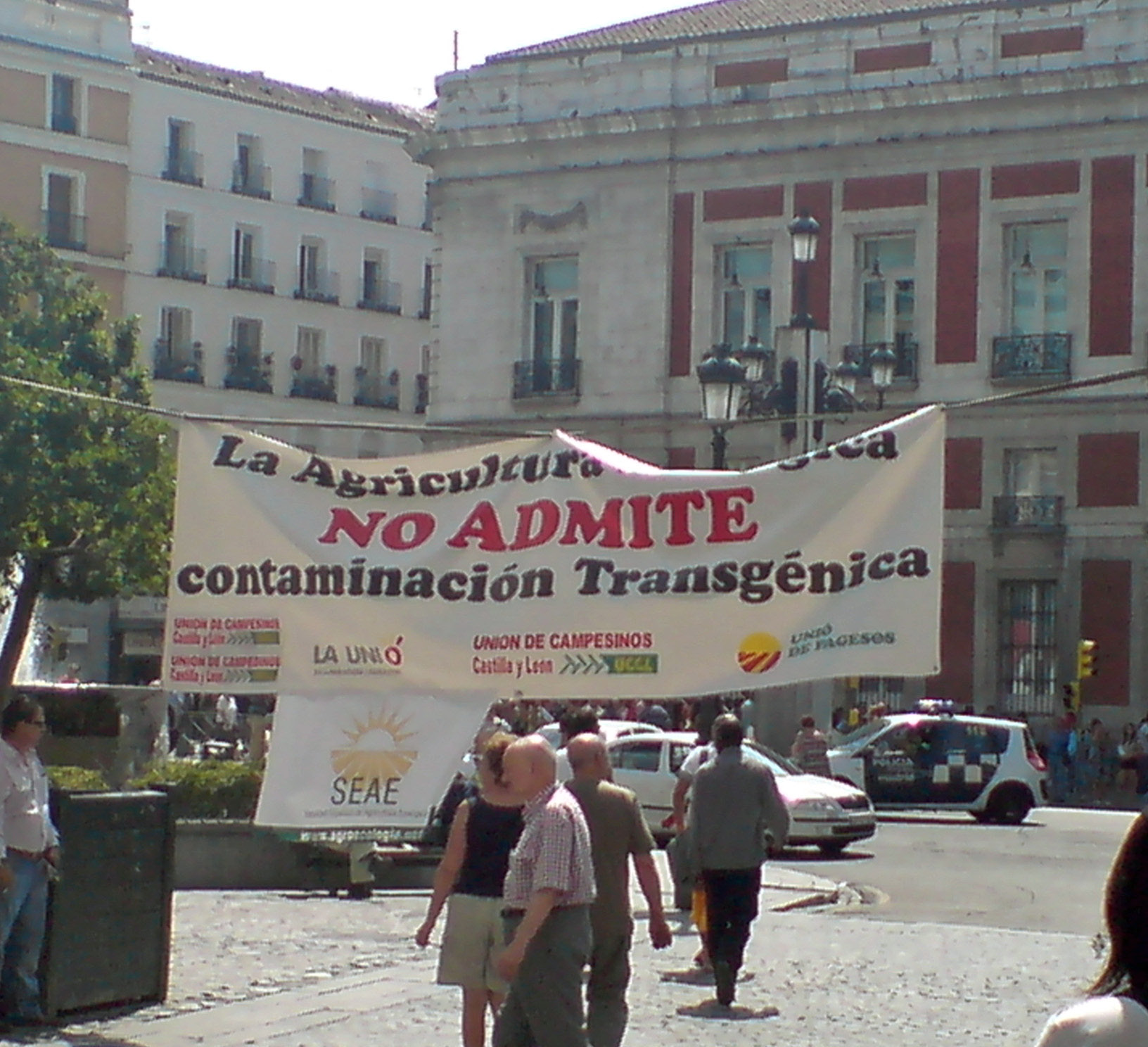
Protesta de Unió de Pagesos y organizaciones agrarias españolas en contra de los transgénicos en la agricultura ecológica (Puerta del Sol de Madrid, 30 de agosto de 2008).

Uno de los rasgos diferenciales de la Unió de Pagesos ha sido su combatividad, protagonizando numerosas movilizaciones, como manifestaciones, tractoradas y cortes de carreteras.
Su referente juvenil es la Unió de Joves Pagesos de Catalunya (UJPC, Unión de Jóvenes Labradores de Cataluña).
La Unió de Pagesos fue una de las principales uniones de agricultores y ganaderos que fundaron la Coordinadora de Organizaciones de Agricultores y Ganaderos (COAG). Hasta 2008 formó parte de dicha organización, pero en el X congreso de la Unió, se tomó la decisión de salir de COAG y fundar otra coordinadora junto con otras organizaciones de diferentes regiones de España. Así, a finales de 2008 nació La Unión (Unión de uniones)
Unió de Pagesos también es la única propietaria de la empresa de servicios al campesinado Agroxarxa.